# سفارة غواتيمالا في واشنطن العاصمة
سفارة غواتيمالا هي الممثل الدبلوماسي لحكومة غواتيمالا لدى حكومة الولايات المتحدة . وظائفها الرئيسية هي حماية مصالح الدولة ومواطنيها ؛ الحفاظ على قنوات الاتصال بين الحكومات ، وتشجيع وتعزيز العلاقات التجارية وتتبع الموضوعات المحددة التي تهم البلدين. 
تقع في 2220 شارع أر أت دبليو ، واشنطن العاصمة. السفير الحالي هو السيد خوليو ليغوريا كارباليدو .

## القنصليات الغواتيمالية في الولايات المتحدة
أنشأت غواتيمالا ثلاث عشرة قنصلية عامة في الولايات المتحدة. كل قنصلية لها اختصاصها ، والذي يغطي مناطق مختلفة من البلاد. 

## روابط خارجية
- سفارة غواتيمالا في الولايات المتحدة - www.guatemalaembassyusa.org
- مكتب المؤرخ في وزارة الخارجية الأمريكية - http://history.state.gov/countries/guatemala
- الكتاب السنوي لرجل الدولة - http://www.statesmansyearbook.com/
- ويكيمابيا
- http://dc.about.com/od/photos/ig/Embassy-Pictures-/Guatemala.htm نسخة محفوظة 7 سبتمبر 2015 على موقع واي باك مشين.